# Web写真
Web写真（ウェブしゃしん）とはwebをメインの発表の場とした写真のジャンル。